# Rhamphostomella cristata
Rhamphostomella cristata is een mosdiertjessoort uit de familie van de Umbonulidae. De wetenschappelijke naam van de soort is voor het eerst geldig gepubliceerd in 1889 door Hincks.